# Indulatszó
A hagyományos nyelvtanban az indulatszó általában változatlan alakú szófaj, amely felkiáltó módon fejez ki érzést, lelki állapotot, ritkábban akaratot. Jelentése nem vonatkozik tárgyi, fogalmi tartalomra. Általában nincs mondattani funkciója, hanem mondatszó, maga alkot tagolatlan mondatot.
Az indulatszót jellegzetesen a beszélt nyelvben használják, főleg ennek fesztelen regiszterében. Pragmatikai jelentését a beszéd közben gyakran a hanglejtés, a gesztusok és az arckifejezés pontosítják.

## Az indulatszó körülhatárolása
Különböző nyelvek grammatikáinak és különböző nyelvészeknek a nézetei nem egységesek arra vonatkozóan, hogy mely változatlan alakú és felkiáltó módon használt szavak tekintendők indulatszóknak.
A francia, szerb, horvát, román grammatikákban nem választják szét az indulatszót a hangutánzó szótól. Nyelvészeti szótárakban ingadozás mutatkozik a kérdésben. Például Bussmann 1998 azt állítja, hogy „az indulatszóknak gyakran hangutánzó jellegük van”, de a hangutánzó szót nem az indulatszó kategóriájaként határozza meg. Dubois 2002-ben sem jelenik meg a hangutánzó szó mint az indulatszó kategóriája, de az interjection szócikkben azt állítja, hogy egyes indulatszók hangutánzó szókból származnak.
Abban az alfejezetében, amelyben az indulatszót kezeli, Gerstner 2006 nem szól a hangutánzó szóról, de a hangulatfestő szavakról (igék, főnevek) szóló alfejezetben mellékesen megemlít „hangutánzó indulatszók”-at.
Bokor 2007 külön kezeli az indulatszót és a hangutánzó szót, mint két mondatszófélét, Crystal 2008-nak pedig nincs szócikke a hangulatszóról, és az interjection szócikkben sem említi meg.
Nem tisztázott az sem, hogy indulatszók-e az artikulálatlan hangos emberi megnyilvánulások, melyek másféle mondatszók szinonimái. Ilyen a magyar nyelvben ühüm-nek írott, az igen-nel azonos jelentésű szó. Balogh 1971 szerint ez hangutánzó szó, Bokor 2007 pedig az „indulatszókkal rokon”-nak tekinti.
Ugyancsak a körülhatárolás kérdéséhez tartoznak az állatokat hívó, terelő vagy űző szavak. A hangutánzó szavakat indulatszóknak tekintő grammatikák ezeket is idesorolják, Bokor 2007 indulatszóknak tekinti, Gerstner 2006 szerint pedig az indulatszók és a hangutánzó szavak speciális csoportját képezik.
Crystal 2008 szól az artikulálatlan emberi megnyilvánulásokból származó indulatszók és a fogalmi jelentéssel bíró felkiáltó módon használt szavak közötti nem világos határról. Példák az utóbbiakra (angolul) excellent ’kitűnő’, lucky devil ’te szerencsés fickó’. Az ilyeneket indulatszóknak tekinti például Grevisse 1964 [(franciául) ciel ’egek’, courage ’légy bátor’], Dubois 2002 [(franciául) ciel, encore ’még’], Barić 1997 [(horvátul) naprijed ’előre’, živio ’éljen’], Bărbuță 2000 [(románul) ajutor ’segítség’, rușine ’szégyen’]. Az utóbbi idesorol szócsoportokat [(románul) Doamne sfinte ’szent Isten’], de még mondatokat is: Acu-i acu! ’Most vagy soha!’ Avram 1997 szerint az ilyen szavak, ha egyedülállóak, csak másféle szófajok, melyeket alkalomszerűen felkiáltó módon használnak, de olyan szócsoportokat és mondatokat, mint (románul) pe naiba ’a fenét, fenéket’, illetve Doamne ferește ’Isten őrizz’ indulatszó értékű szókapcsolatoknak tekint. Magyar grammatikákban nem jelennek meg ilyen entitások mint indulatszók.

## Az indulatszók eredete
Az indulatszók eredetileg akaratlan, ösztönös, artikulálatlan hangos reagálások külső tényezőkre, melyek fizikailag vagy érzelmileg hatnak a beszélőre, illetve belső fizikai vagy érzelmi tényezők megnyilvánulásai. Idővel ezekből szavak lettek, azaz beilleszkedtek a nyelv fonológiai rendszerébe. Kivételt képeznek egyes, a szóbeli kommunikációban artikulálatlan állapotban maradt szavak, bár ezeket is visszaadják írásban, amennyire lehetséges. Átírásuk néhézsége abból is látszik, hogy egyazon nyelvben is ennek több változata fordul elő. A fenti ühüm-ön kívül példa erre a (magyarul) hm / hüm / hümm / üm (franciául) hm / hem / hum / humm, (horvátul) hm, (románul) hm.
Egyes indulatszók pragmatikai funkciója és hangzása között még erős kötődés van, ezért több nyelvben megvannak anélkül, hogy jövevényszavakról lenne szó. Ilyenek az á, ah, ó, pszt indulatszók. Mások esetében már nem érezhető ilyen kötődés, pl. nosza.

## Osztályozás
Az indulatszók több kritérium szerint osztályozhatók.
Pragmatikai funkciójuk szerint megkülönböztethetők:
- testi vagy lelki állapotokat kifejezők: jaj, ó, óh, juj, hű, ejnye, ejha;
- akaratot nyilvánítók:
  - emberek iránt: hé, pszt, csitt, zsupsz;
  - állatok iránt: hess, sicc.

Jelentésük szerint lehet szó specifikus és többjelentésű, nem specifikus indulatszókról. A specifikusoknak csak egy jelentésük van: (románul) adio ’agyő’ (sajnálkozás), sâc ’úgy kellett’ (káröröm), ura ’hurrá’ (öröm). Kommunikációs helyzettől függő, többjelentésű indulatszó például (románul) ah (fájdalom, sajnálat, reménytelenség, félelem, nosztalgia, sajnálkozás, bosszúság, elégedettség, beképzeltség, megvetés, csodálat, hő vágy stb.).
Eredetük szerint az indulatszók általában belső szóteremtéssel keletkeztek. Olyan nyelvek esetében, amelyek más nyelvből fejlődtek ki, nem mindig lehet megkülönböztetni az örökölt indulatszókat az új nyelvben keletkezettektől. Például a román nyelvben lehetséges, de nem biztos, hogy a vai ’jaj’ a latin nyelvből származik, és biztos, hogy aoleu ’ajaj’ a román nyelv terén keletkezett.
Nyelven belül ösztönhangokból keletkezett indulatszókon kívül megjelenhettek ilyen szavak még két úton:
- Indulatszók keletkezhettek szóösszetétellel, egyes nyelvészek szerint csak két különböző indulatszóból, pl. (románul) hajda-de ’ugyan, ugyan’,[7][24] mások szerint egy indulatszó megismétlésével, pl. cuțu-cuțu (kutyát hívó szó).[28]
- Szófajváltással is keletkezhetett indulatszó, olykor az alapszó alakjának változása nélkül, bár az indulatszó esetében ennek már nincs köze az alapszó grammatikailag indokolt alakjához. Például a román a pofti 1. ’(meg)kíván, 2. meghív, 3. kínál’ igének a kijelentő mód többes szám első személyű alakjából a poftim ’tessék’ (tárgy kézbesítésével asszociált vagy megengedést jelző) indulatszónak tekintett szó lett. Máskor az alapszó megrövidülésével keletkezett indulatszó: (horvátul)/(szerbül) gle ’ni’ (< gledati ’néz’),[5][29] (románul) aș ’dehogy’ (< așa ’így’), păi ’hát’ (< apoi ’majd, aztán’),[30] fa / fă ’te (lány)’ (< fată ’lány’).[7]

Viszonylag kis számban jövevény indulatszók is vannak. Az angol megszólító/hívó hallo indulatszó az alapja a több nyelvben telefonbeszélgetésben használt indulatszónak. Az amerikai angolban hello lett, és az összes angol nyelvű területen ebben az alakban terjedt el, más nyelvekben pedig (magyarul) halló, (szerbül)/(horvátul) halo (franciául) allô (románul) alo lett.
Egy török indulatszót is átvett több nyelv: (törökül) haydi ’gyere, gyerünk’, (görögül) ἄïντε, (albánul) hajde, (bolgárul) хайде, (románul) haide, (horvátul)/(szerbül) hajde.
A románban vannak még jövevény indulatszók az ószláv nyelvből, azaz ennek közvetítésével a Bibliából (aleluia ’allelúja’, amin ’ámen’), a franciából (marș ’mars’), az olaszból [basta ’elég (legyen)’], az angolból: stop ’állj’.
Egyes jövevény indulatszók az eredeti nyelvben is azok (pl. haide), de mások csak a befogadó nyelvben lettek azzá, pl. marș [< (franciául) marche ’járj’ ige].

## Az indulatszó mondattani viselkedése
Általában az indulatszónak nincs mondattani funkciója, hanem mondatszó, egyedül alkothat tagolatlan mondatot.
Ugyancsak mondattani funkció nélkül tagolt mondatban is használható indulatszó. Például a románban egyesek személy megszólításában az őt megnevező főnévvel asszociáltak: Măi Zaharie… ’Te Zaharie…’. Van egy olyan is, amely csak tagolt mondatban használt: Ia să vedem! ’Lássuk csak!’
Egyes nyelvészek szerint indulatszók, elsősorban akaratot kifejezők, igei állítmányi funkciót töltenek be főleg mondatszóként, de több tagú mondatban is: (horvátul) Zatrčao se i hop preko plota ’Nekifutott, és hopp a kerítésen át, (románul) Na-ți cartea! ’Nesze a könyv!’
Van olyan állítmányként működő indulatszó, melynek néhány személyragja is van. Ilyen a ’gyere/gyerünk/gyertek’-nek megfelelő (horvátul)/(szerbül) hajde/hajdemo/hajdete és (románul) haide/haidem/haideți.
Miután szófajváltáson ment át, indulatszó más mondatrész is lehet:
- névszói állítmány névszói része: (románul) E vai de tine! ’Jaj neked!’;[40]
- alany: Hát nem segít a jaj s az allelúja (József Attila);[41]
- tárgy: (románul) Nu zice hop până n-ai sărit (szó szerint ’Ne mondd hopp, amíg nem ugrottál’ – közmondás);[42]
- jelző: (románul) Era o iarnă... hehe! ’Micsoda tél volt!’[40]

## Az indulatszó mint alapszó
A szóalkotásban, azon kívül, hogy szófajváltás alapja lehet (a fenti példák), az indulatszó a szóképzésben is lehet alapszó. Elsősorban igék képezhetők indulatszókból (hesseget, jajong), és ilyenekből tovább képezhetők az illető cselekvést megnevező főnevek: (románul) vai ’jaj’ → a se văicări ’jajong’ → văicăreală, văitat ’jajgatás’.